# Dekanat Spišský Štiavnik
Dekanat Spišský Štiavnik (sł.:Spišskoštiavnický dekanát) – jeden z 14 dekanatów w rzymskokatolickiej diecezji spiskiej na Słowacji.

## Parafie
W skład dekanatu wchodzi 10 parafii:
1. parafia św. Andrzeja – Hôrka
2. parafia NMP Różańcowej – Hozelec
3. parafia św. Jana Chrzciciela – Hranovnica
4. parafia Narodzenia NMP – Jánovce
5. parafia św. Elżbiety Węgierskiej – Kravany
6. parafia św. Jana Chrzciciela – Liptovská Teplička
7. parafia św. Michała Archanioła – Spišské Bystré
8. parafia Narodzenia NMP – Spišský Štiavnik
9. parafia św. Marcina – Vikartovce
10. parafia św. Szymona i Judy Tadeusza – Vydrník

## Sąsiednie dekanaty
Nowa Wieś Spiska, Kieżmark, Poprad, Liptowski Mikułasz, Lewocza,